# Piotr Tatarynowicz
Piotr Tatarynowicz (biał. Пётр Татарыновіч, IPA: /pʲɔtr tatarɨnɔvʲitʂ/, pseud. i krypt. „Piotr Zaduma”, „Piatruk Zaduma”, „P. Zaduma”, „Zaduma”, „Miadźwiedzicki”, „Miadźviedzionak”, „Nadbužny”, „ks. P. T.”, „X. P. T.”, „m. PT”, „m. T”, „P. T.”, „T.”, „P. Z.”, „Z.”; (ur. 2 czerwca?/14 czerwca 1896 w Hajninie, zm. 3 września 1978 w Rzymie) – białoruski duchowny rzymskokatolicki, kapłan diecezjalny, prałat domowy Jego Świątobliwości, doktor nauk teologicznych, publicysta, tłumacz, redaktor, wydawca, pedagog, działacz społeczno-narodowy, przedstawiciel białoruskiego ruchu chrześcijańskiego XX wieku; zwolennik niezależności Białorusi, członek Białoruskiej Chrześcijańskiej Demokracji, delegat na II Kongres Wszechbiałoruski.
Przełożył m.in. Ewangelie i Dzieje Apostolskie, a także powieść Henryka Sienkiewicza Quo Vadis na język białoruski. Był założycielem i pierwszym dyrektorem Białoruskiej Sekcji Radia Watykańskiego (1950–1970). Redagował i wydawał w Rzymie religijno-narodowe białoruskie czasopismo emigracyjne „Źnič” (1950–1975). Zapoczątkował białorutenizację liturgii.

## Życiorys

### Dzieciństwo i młodość (1896–1921)
Piotr Tatarynowicz urodził się 14 czerwca 1896 roku w zamożnej białoruskiej katolickiej rodzinie chłopskiej we wsi Hajnin koło Lachowicz, położonej wówczas w części zachodniej powiatu słuckiego podlegającego guberni mińskiej . Rodzicami jego byli Stanisław Tatarynowicz i Karolina z Paszukiewiczów, ludzie znani z pracowitości i wytrwałości w swej wierze. Jego ojciec spędził sześć miesięcy w słuckim więzieniu oraz dwa lata na wygnaniu za opór, jaki stawiał wobec przymusu zmiany wiary na prawosławie, który władze carskie stosowały wobec tamtejszej ludności .
Przyszły ksiądz ochrzczony został 29 czerwca 1896 w Klecku. Pierwszą komunię przyjął w kościele pw. śś. Apostołów Piotra i Pawła w Niedźwiedzicy . O tejże świątyni wspominał: „I ja ze swoimi rodzicami, jako mały chłopiec, tam modliłem się, tam przyjąłem Pierwszą Komunię Świętą, tam narodziłem się dla idei”. Wpływ na obranie drogi kapłańskiej miał również jego dziadek, a także litewski duchowny, ks. Jan Grodzis, nauczyciel religii w szkole w Słucku, w której zdobywał wykształcenie średnie.
W 1915 roku wstąpił do Metropolitalnego Seminarium Duchownego Archidiecezji Mohylewskiej w Petersburgu, kształcąc się tam w zakresie filozofii i teologii . Jednakże w 1918 roku jego nauka została przerwana poprzez zamknięcie seminarium, a także falę aresztowań duchownych oraz seminarzystów, co było pokłosiem rewolucji październikowej . Piotrowi Tatarynowiczowi udało się zbiec do kraju rodzinnego. Droga ucieczki wiodła przez kraje nadbałtyckie, poprzez lasy i wsie, gdzie napotykał ludzi, którzy udzielali mu pomocy oraz ukrywali przed bolszewikami. Do domu rodzinnego dotarł po trzech miesiącach wędrówki . Dalsze studia kontynuował w Wyższym Seminarium Duchownym w Mińsku, gdzie w 1919 roku przez posługę biskupa Zygmunta Łozińskiego otrzymał święcenia subdiakonatu. W 1920 roku, ze względu na wojnę polsko-bolszewicką, przeniesiono go wraz pięcioma innymi białoruskimi klerykami i jednym polskim do Włocławka, tam też 12 czerwca 1921 roku wszyscy oni przyjęli święcenia kapłańskie z rąk bpa Stanisława Zdzitowieckiego, Piotr Tatarynowicz został wyświęcony na kapłana diecezji mińskiej. Jednakże władze włocławskie miały zamiar wszystkich nowo wyświęconych księży przyjąć do swojej diecezji, wyznaczając im już stanowiska. Księża jednak oferowanych propozycji nie przyjęli, o czym ks. Tatarynowicz wspominał:

My jednak wszyscy solidarnie – jak przysięgaliśmy Bogu, dziękując za świętą iskrę powołania, że powierzymy je [powołanie] swojemu nieszczęśliwemu, duchowo osieroconemu narodowi, a nie obcym, którzy są i bez nas szczęśliwi – odpowiedzieliśmy zdecydowanie: dziękujemy za wasze wygody, pozwólcie nam udać się do naszej kochanej, opustoszonej wojną i pokrzywdzonej polityką Mińszczyzny – aby pomagać naszemu prześladowanemu Biskupowi i narodowi!

### Praca duszpasterska (1921–1940)

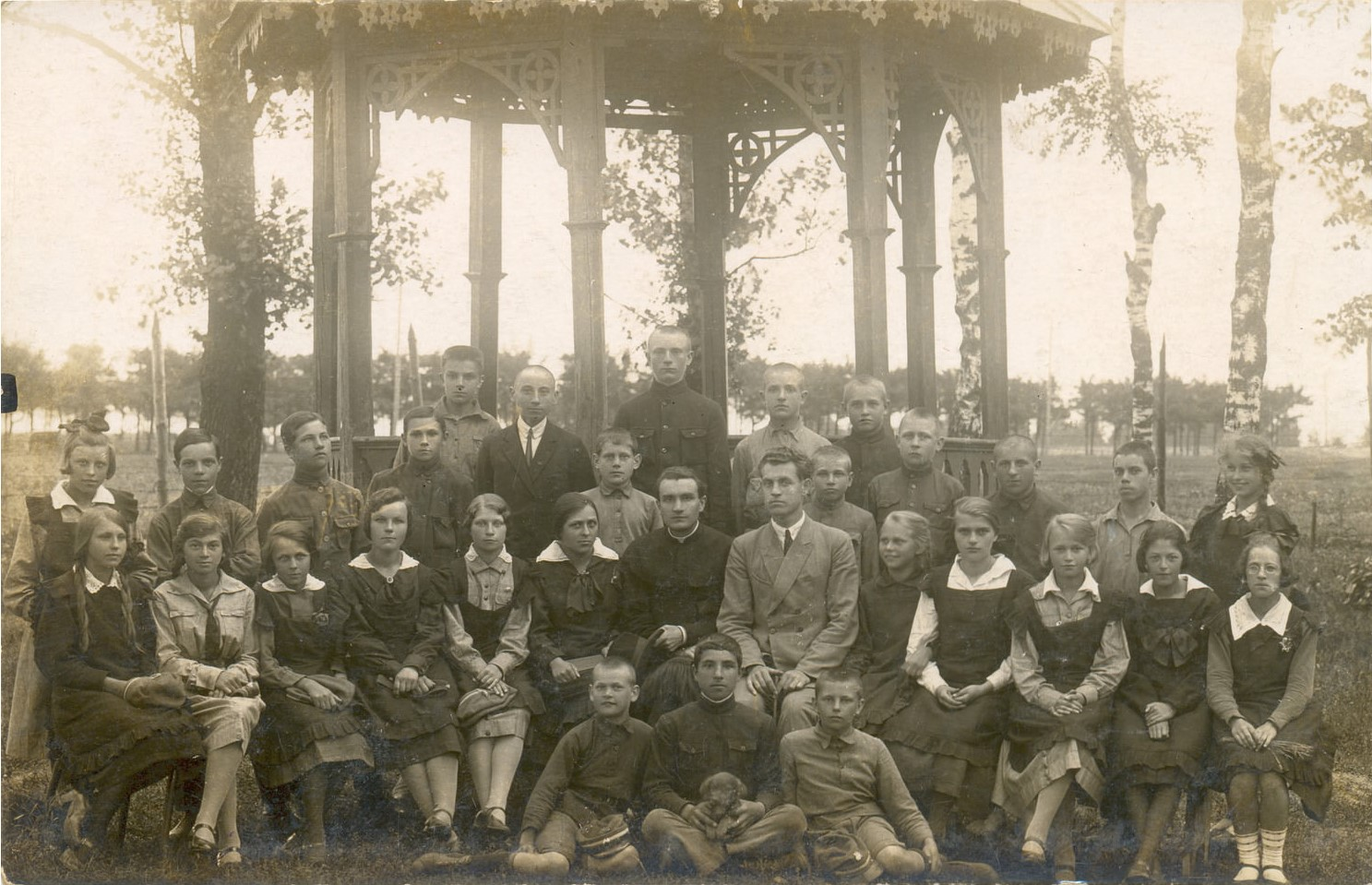
Ks. Piotr Tatarynowicz wraz z uczniami Gimnazjum im. Adama Mickiewicza w Baranowiczach oraz innym nauczycielem, 10 czerwca 1926 roku

Pierwszą parafią nowo wyświęconego kapłana był Pińsk (1921–1922), ówczesna stolica Polesia. Jego prymicja, która odbyła się w dniu uroczystości Świętych Apostołów Piotra i Pawła oraz corocznego festynu parafialnego, wywołała sensację, przyciągając na uroczystość wielotysięczne tłumy, chciano bowiem ujrzeć pierwszego od niepamiętnych czasów księdza z Polesia, pochodzącego z niegdyś prześladowanej religijnie parafii. Jednym z jego głównych zadań, poza zwykłą pracą duszpasterską, była pomoc dziekanowi przy remoncie dwóch spalonych budynków, kościoła pw. Wniebowzięcia Najświętszej Maryi Panny i klasztoru franciszkanów, które później zostały przekształcone w katedrę i budynek wyższego seminarium duchownego. Ponadto do jego obowiązków należała organizacja pracy z młodzieżą, obsługa daleko położonych ośrodków dekanatu pińskiego oraz stowarzyszenie Juventus Christiana . W 1922 roku, w trakcie zmagań z największymi trudnościami w Pińsku, ordynariat wysłał go Nowogródka (1922–1924), gdzie mieściła się wówczas tymczasowa rezydencja bpa Łozińskiego, który powierzył mu nauczanie w niższym seminarium duchownym, szkołach powszechnych, notariat w sądzie diecezjalnym, a w następnej kolejności wikariat przy miejscowym dziekanie, ks. Kazimierzu Bukrabie, późniejszym biskupie. Jednakże z uwagi na brak duchowieństwa, skierowany został do Baranowicz (1924–1926), do pracy z młodzieżą. Do jego zadań należało wybudowanie specjalnej kaplicy dla młodzieży szkolnej oraz prefektura w pięciu szkołach powszechnych i jednej średniej . Tam zorganizował również Związek Młodzieży Katolickiej. W roku 1926 został przez bpa Łozińskiego karnie wysłany do pracy na odległą, odludną wieś na Podlasiu o nazwie Topczewo. Powodem wydalenia była działalność narodowa  .

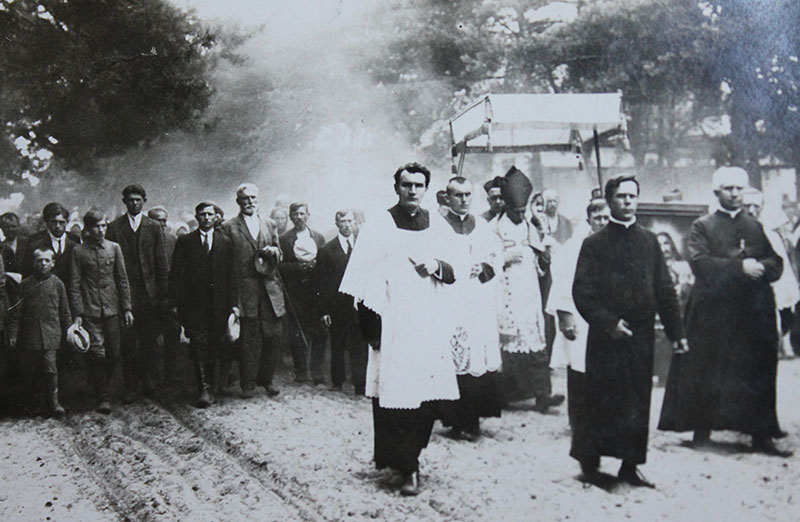
Procesja w Domaczewie, której przewodniczył bp Łoziński, ks. Tatarynowicz w centrum kadru, 16 sierpnia 1930 roku

Po roku jednak biskup powierzył mu objęcie probostwa w Domaczewie (1927–1932), należącym do dekanatu brzeskiego, w parafii, w której wierni wygnali jego poprzednika. Po objęciu parafii domaczewskiej przez ks. Tatarynowicza nastąpił w niej rozkwit życia duchowego. Pomimo że nowy proboszcz był Białorusinem, potrafił zjednać sobie sympatię wszystkich parafian, wśród których zdecydowaną większość stanowili Polacy. Większość mieszkańców, nie wyłączając Polaków i tamtejszych olędrów używało miejscowej gwary nadbużańskiej, którą umiejętnie i z wyczuciem posługiwał się również ks. Tatarynowicz. Nowy proboszcz od razu zaangażował się w pracę w parafii. Odnowił kościół, który zyskał trzy nowe ołtarze, plebanię, a także wybudował Katolicki Dom Ludowy, w którym 1 lipca 1928 roku mieszkańcy miasteczka przyjmowali ówczesnego prezydenta Polski, Ignacego Mościckiego, a później, tego samego roku, bpa Łozińskiego podczas jego wizytacji kanonicznej. Parafia była wówczas na tyle dobrze zorganizowana, iż zdołała znacząco wesprzeć finansowo parafię unicką w Delatyczach na Nowogródczyźnie. W owym czasie bp Łoziński często wysyłał ks. Tatarynowicza jako utalentowanego kaznodzieję do parafii unickich na Polesiu, by pomóc w ten sposób miejscowym duchownym. Również w tymże czasie ks. Tatarynowicz rozpoczął swoją działalność publicystyczno-literacką .
W 1932 bp Bukraba powierzył mu probostwo w Stolinie (1932–1938). W nowym miejscu pracy ks. Tatarynowicz rozwijał organizacje kościelne, takie jak np. Caritas, wspólnotę Żywego Różańca, Katolicke Stowarzyszenie Młodzieży, co dokonywało się również dzięki wsparciu i przychylności arystokracji, a w szczególności księcia Karola Mikołaja Radziwiłła i jego administracji. Pełnił także rolę wizytatora nauki religii w szkołach powszechnych w dekanacie łuninieckim oraz patronował ruchowi unijnemu, który na tymże terenie miał cztery placówki: w Horodnie, Olpieniu, Chutorach Merlińskich i Kołkach. Cała jego praca została uwieńczona sukcesem, co nie było łatwe do osiągnięcia, gdyż zastana sytuacja w Stolinie nie wyglądała lepiej od tej w poprzedniej parafii, w Domaczewie . O swej pracy tam napisał:

Trudna to była praca na tym przygranicznym rozległym terenie, będącym w wielu przypadkach azylem dla wszelkiego rodzaju bankrutów i aferzystów. Parafia składała się ze skłóconego elementu napływowego: wojska, policji, urzędników, nauczycielstwa oraz osadnictwa, którego miejscowy schizmatycki i katolicki element poleski oraz ziemiański nie szanował. Znaleźć jakiś złoty środek w tym konglomeracie, wytyczyć linię Akcji Katolickiej i rozwoju ruchu unijnego było absolutnie niemożliwe bez straty łaski którejś ze stron. Największy gniew groził za wspieranie Unii, utrudniającej polonizację; nie pozostał on bez śladu na moim życiu i pracy… Pomimo tego wszystkiego, udało się jednak w ciągu sześciu lat zjednoczyć ludzi dobrej woli do katolickiego czynu.

Kolejnej parafii, w podlaskiej wsi Perlejewo, jaką ze względu na okoliczności wojenne zlecił mu jego ordynariusz nie mógł objąć z powodu tychże okoliczności. Czuł się wobec tego zmuszony poprosić swojego ordynariusza o list przejezdny, który otrzymał 28 listopada 1939 roku, z zamiarem udania się na emigrację . Niemniej jednak objął później jeszcze probostwo w nadbużańskiej wsi Niemirów na Podlasiu (1939–1940). We wrześniu 1939 roku wieś znalazła się we władaniu Sowietów i, jako że na rzece Bug powstała granica radziecko-niemiecka, z nakazu władz sowieckich w terminie od 10 kwietnia do 10 maja 1940 roku mieszkańcy musieli rozebrać wszystkie budynki w swojej wsi i przenieść się z wyznaczonego pasa granicznego, tzw. „połosy”, na odległość dwóch kilometrów, na tzw. „wygon”. Po 10 maja wydano kategoryczny zakaz udawania się na miejsce „byłego” Niemirowa. Kościół znalazł się za „połosą”. Ks. Tatarynowicz przed zamknięciem „połosy” zdołał wynieść i rozdać w tajemnicy wyposażenie kościoła osobom zaufanym celem przechowania . Przez władze sowieckie został wówczas osadzony w areszcie domowym, z którego zbiegł, chcąc w ten sposób uniknąć groźby zesłania  . Opuszczając Niemirów, udał się do Warszawy .

### II wojna światowa
Na przełomie października 1939 i września 1940 roku metropolita Andrzej Szeptycki zaproponował ks. Tatarynowiczowi stanowisko pierwszego egzarchy unickiego Białorusi, którego nie przyjął.
W latach 1940–1945 ks. Tatarynowicz przebywał w różnych miejscowościach diecezji warszawskiej, wrocławskiej oraz Rottenburga–Stuttgartu, pracując przeważnie jako mansjonarz w parafiach greckokatolickich lub jako kapelan w klasztorach żeńskich .

Latem 1941 roku po zajęciu Mińska przez wojska niemieckie przybył doń na polecenie bpa Romualda Jałbrzykowskiego. Tam zjawili się także innymi białoruscy księża, Stanisław Glakowski, Denis Malec, Kazimierz Rybałtowski. Zadaniem księży było przywrócenie działalności duszpasterskiej Kościoła katolickiego na rzecz białoruskich wiernych, która została wstrzymana przez rządy sowieckie. Przez okres kilku miesięcy dzięki staraniom owej grupy księży zdołano przywrócić archikatedrę Najświętszej Maryi Panny oraz kościół św. Szymona i św. Heleny do stanu używalności. Księża przygotowali również 200 dzieci do pierwszej komunii świętej, wydali także modlitewnik i katechizm dla białoruskich katolików . 

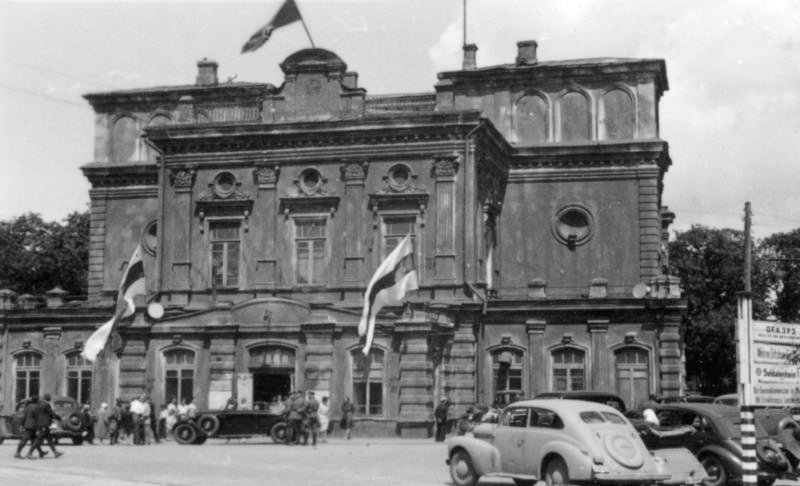
Białoruski Teatr Państwowy w czasie hitlerowskiej okupacji Białorusi, czerwiec 1943 roku

15 grudnia ks. Tatarynowicz wraz z innymi przedstawicielami białoruskiego duchowieństwa zaproszony został na uroczyste otwarcie konferencji inspektorów szkolnych, które odbyło się w Białoruskim Teatrze Państwowym. Przybył na tę uroczystość po cywilnemu, dla niepoznaki, że jest księdzem, w towarzystwie białoruskich działaczy społeczno-oświatowych, Antona Szukiełojcia, Antona Adamowicza, Lawona Sawionaka, Alaksandra Siankiewicza i in. Zajęli miejsca w galerii, gdyż na parterze ich już zabrakło, natomiast zaproszeni duchowni, którzy przyszli wcześniej, zasiedli w pierwszym rzędzie. Usiedli tam księża Glakowski i Malec. Podczas odegrania niemieckiego hymnu wszyscy powstali, unosząc ręce w geście hitlerowskiego salutu. Księża również wstali, jednak swych rąk nie unieśli, co rzucało się w oczy i można było odebrać jako zachowanie ostentacyjne. Zaraz po zakończeniu uroczystości księża Glakowski i Malec zostali aresztowani przez SD. Ks. Tatarynowiczowi udało się tego uniknąć dzięki cywilnemu ubraniu i zajmowanemu miejscu w teatrze (galeria). Gdy wyszedł z teatru podeszli do niego i jego towarzystwa członkowie komitetu katolickiego i poinformowali o zajściu, po czym został on przez nich eskortowany i, jak relacjonował świadek zdarzenia Anton Szukiełojć, „wieczorem lub nazajutrz”, wysłano go do Baranowicz, w obawie, by również i jego nie aresztowano. Przed swoim wyjazdem ks. Tatarynowicz udał się wraz z katechetą do pokoju aresztowanego ks. Glakowskiego, włamując się do niego poprzez wyważenie drzwi. Z pokoju zabrali dokumenty, pieczątki, maszynę do pisania oraz inne rzeczy, by przekazać je później ks. Adamowi Stankiewiczowi w Wilnie .
Po przyjeździe do Baranowicz wyjechał wkrótce do Warszawy . Tam ściśle współpracował z Komitetem Białoruskim, odprawiał nabożeństwa i wygłaszał kazania dla Białorusinów, początkowo w kościele św. Marcina, następnie w cerkwi Zaśnięcia Najświętszej Maryi Panny ojców bazylianów. Uczył także religii w białoruskiej szkole.
W 1943 roku ponownie pojawił się w Mińsku, gdzie przebywał również krótko, pracując.
27 czerwca 1944 roku uczestniczył w obradach II Kongresu Wszechbiałoruskiego, który odbył się w Mińsku. Wcześniej odwiedził także Wilno.
Przed wybuchem powstania warszawskiego opuścił Warszawę, tak jak większość Białorusinów.
W lutym 1945 roku przybył do Niemiec. Przebywał tam na początku w Rottenburgu, następnie we Wrocławiu, Bad Wurzach, w końcu trafił do Eichstätt, gdzie szukał możliwości pozostania na dłużej. Postanowił jednak udać się do Rzymu, z zamiarem podjęcia studiów doktoranckich. Z Niemiec wyjechał jesienią z grupą księży marianów z Litwy .

### Rzym (1945–1978)

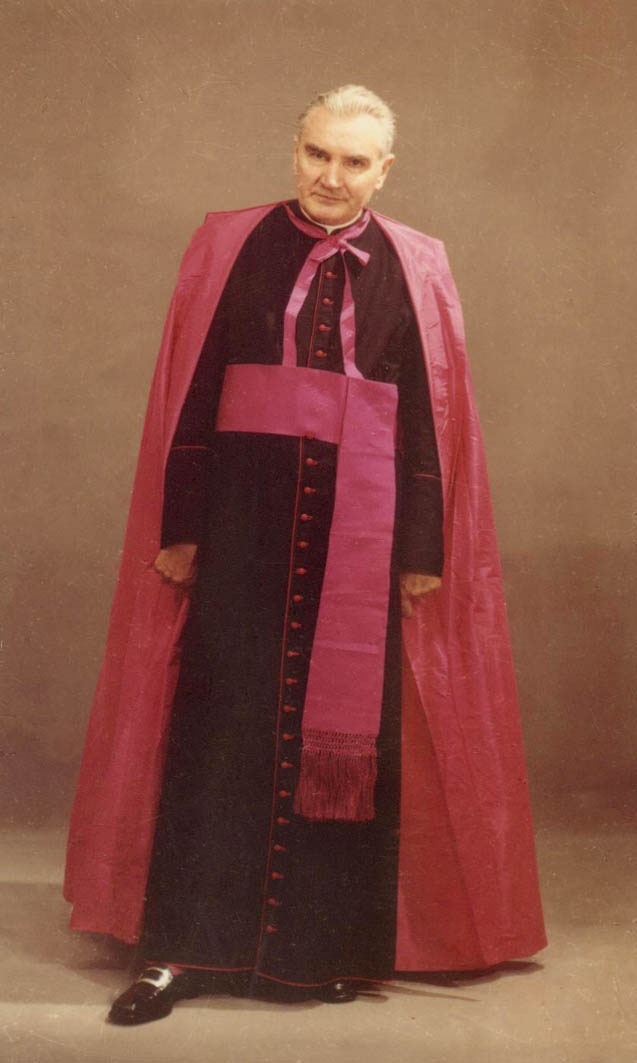
Ks. prałat Piotr Tatarynowicz w 1961 roku

We wrześniu 1945 roku ks. Tatarynowicz przybył do Rzymu, gdzie zatrzymał się w domu zakonnym księży marianów. Tamże znalazł sprzyjającego mu opiekuna w osobie bpa Piotra Franciszka Buczysa, generała marianów. Dzięki jego rekomendacji został przyjęty w listopadzie na studia doktoranckie w Papieskim Instytucie Wschodnim, które podjął, mimo iż był poważnie chory na gruźlicę. Podjął się w tym czasie również przekładu na język białoruski powieści Quo Vadis Henryka Sienkiewicza, który zakończył w 1947 roku. Zdołał też wtedy przygotować do druku nowe, czwarte z kolei, wydanie modlitewnika Hołas dušy, który ukazał się na początku 1949 roku. W tymże roku zakończył swoje studia, obroniłwszy dysertację na temat doktryny duchowej św. Cyryla Turowskiego .
Ks. Tatarynowicz został pierwszym kierownikiem Białoruskiej Sekcji Radia Watykańskiego (1950–1970), której pierwsza audycja odbyła się 24 grudnia 1949 roku o godzinie 13.30, a od 6 stycznia 1950 roku rozpoczęła regularne nadawanie . We wrześniu 1950 roku rozpoczął redagowanie białoruskojęzycznego religijno-narodowego czasopisma „Źnič”, którego był jednocześnie wydawcą. W 1954 roku wydał własny przekład Ewangelii i Dziejów Apostolskich, a w 1956 Quo Vadis.
26 maja 1961 roku Stolica Apostolska nadała mu godność prałata domowego Jego Świątobliwości. Niedługo po tym, decyzją Kongregacji Konsystorialnej, został mianowany członkiem Najwyższej Rady ds. Emigracji, w której do jego obowiązków należała opieka nad Białorusinami-katolikami obrządku łacińskiego, żyjącymi na całym świecie.
W 1974 roku wydał przekład Listów Apostolskich własnego autorstwa.
13 czerwca 1965 roku odprawił pierwszą w historii mszę w języku białoruskim .
Ks. Tatarynowicz zmarł 3 września 1978 roku i został pochowany na cmentarzu Montebello w Rzymie.

## Działalność społeczna i narodowa
Ks. Tatarynowicz wspierał słowem i czynem ideę białoruskiej państwowości i niezależności.
W roku 1916, kształcąc się w Petersburgu, zaangażował się w białoruski seminaryjno-akademicki ruch narodowo-odrodzeniowy, związany ze środowiskiem gazety „Naša Niva”. Już jako kleryk, w 1918 roku, głosił kazania w języku białoruskim, które miały miejsce w kościele pw. śś. Apostołów Piotra i Pawła w Niedźwiedzicy, w jego rodzinnej parafii, co nie należało do sytuacji typowych, jako że w owych czasach na ziemiach zamieszkanych przez Białorusinów kazania w kościołach wygłaszane były niemal wyłącznie w języku polskim .
W 1926 roku został wydalony przez bpa Łozińskiego z parafii w Baranowiczach, w której był proboszczem, na podstawie opinii inspektora szkolnego, zgodnie z którą duchowny jako prefekt był wzorowy, jednak jako Białorusin – szkodliwy. Ks. Tatarynowicz sprawę tę skomentował w swym życiorysie następująco:

Ks. biskup S. Łoziński stwierdził, iż jestem niewinny, albowiem dostrzegał, jak do mojej białoruskości lgnęła młodzież, a nawet społeczność prawosławna, jednak dla świętego spokoju poradził mi ustąpić, po czym wysłał na głuchą mazurską wieś o nazwie Topczewo.

Głos w tejże sprawie zabrał również były uczeń ks. Tatarynowicza, Stanisław Bubień, z czasów, gdy kapłan nauczał religii w Baranowiczach, w swoim artykule wspomnieniowym:

Piękna i owocna działalność wychowawcza, którą w duchu białoruskiego patriotyzmu prowadził w Baranowiczach, na tzw. „Kresach Wschodnich” przedwojennej Polski, Ksiądz P. Tatarynowicz, ustała. Jej kontynuacja nie była na rękę miejscowym władzom. Dlatego biskup wysłał prefekta do ubogiej, zrujnowanej parafii w głąb kraju (na Mazury), aby tylko jak najdalej od ludzi, z którymi był ideowo związany..

Znany białoruski działacz emigracyjny, Anton Szukiełojć, wypowiedział się w sprawie tego i innych przypadków przenoszenia ks. Tatarynowicza do innych parafii w następujący sposób:

Jego płomienne religijno-patriotyczne kazania, zawsze z piękną dykcją i gestem artystycznym, przełamywały lody narodowej nieświadomości i obojętności spowodowanej wielowiekową niewolą białoruskiego narodu, zdobywając dla odrodzenia białoruskiego zagorzałych patriotów, a dla siebie zawsze szczerze oddanych przyjaciół. To był powód, dla którego polskie władze duchowne, nieprzychylne białoruskiemu religijno-narodowemu odrodzeniu, tak często przerzucały ks. Tatarynowicza z miejsca na miejsce: Pińsk, Nowogródek, Baranowicze, Słonim, Bielszczyna.

Austriacki dziennikarz związany kręgami kościelnymi, późniejszy biograf papieża Piusa XI, Friedrich Ritter von Lama, opierając się na źródłach białoruskich, na łamach monachijskiego „Allgemeine Rundschau” wyraził krytyczną ocenę kwestii białoruskiej w Polsce, uważając, iż białoruscy księża, w tym ks. Tatarynowicz, skazani byli na bezowocną pracę, jako że kierowano ich do parafii czysto polskich. Przeciw tejże polityce sprzeciwiał się również sam ks. Tatarynowicz, co miało miejsce 25 listopada 1928 roku w Wilnie podczas drugiego zjazdu delegatów Białoruskiej Chrześcijańskiej Demokracji, której był członkiem. Tego też dnia duchowny wszedł w skład komitetu centralnego tejże partii.
Postawa ks. Tatarynowicza budziła rozdrażnienie w czasie, gdy pełnił funkcję proboszcza w Domaczewie w powiecie brzeskim. Utrzymywał on wówczas bardzo bliskie kontakty z ks. Adamem Stankiewiczem z Wilna oraz innymi działaczami białoruskiej chadecji. Z uwagi na swoją białoruską orientację narodową wzbudzał zainteresowanie władz administracyjnych i policji, w związku z czym z Urzędu Wojewódzkiego w Brześciu 20 kwietnia 1930 roku wyszło polecenie inwigilacji księdza. Po dwóch tygodniach ustalono, że był on członkiem BChD, pod pseudonimem „Nadbužny” prowadził korespondencję z czasopismem „Biełaruskaja Krynica”, a jego brat, Stanisław przemówił do bpa Łozińskiego pod kościołem w języku białoruskim. Starosta brzeski otrzymał wobec tego z Urzędu Wojewódzkiego polecenie stałej obserwacji duchownego, ustalenia źródeł i wysokości jego dochodów oraz wszelkich przejawów działalności politycznej.
W 1936 roku Białoruski Instytut Gospodarki i Kultury wybudował przy jego wsparciu pierwszy (i jak się okazało jedyny) Dom Białoruski (dom ludowy) w Niedźwiedzicy. Wcześniej jednak, aby przedsięwzięcie to mogło dojść do skutku, posłużono się fortelem w obawie przed ewentualnymi trudnościami, jakie mogły stwarzać władze administracyjne. Fortel polegał na tym, iż członkowie BIGiK zawiązali cichą spółkę, do której wniesiono udziały niezbędne w kontynuowaniu inwestycji – wpłaty pieniężne (po 100 zł) lub materiały budowlane. Z tychże środków subsydiowano budowę. Oficjalnie inwestorem przedsięwzięcia był ks. Tatarynowicz, który informował władze, iż wznosi dom na własne potrzeby ze środków swoich i rodziny. Po zakończeniu budowy budynek został przekazany przez ks. Tatarynowicza jako dar na potrzeby koła BIGiK.
Podczas wojny, przebywając w Warszawie, ściśle współpracował z Komitetem Białoruskim. Pełnił w nim rolę referenta ds. kultury i oświaty. W ramach pełnionej funkcji wygłaszał również referaty na temat historii i kultury oraz aktualnej sytuacji Białorusi dla członków tejże organizacji podczas tzw. wieczorów sobotnich. Latem 1941 roku wszedł w skład zarządu głównego KB, który nie uległ zmianie do końca wojny. Jesienią 1942 roku KB otworzył w Warszawie 7-klasową szkołę białoruską, w której ks. Tatarynowicz pracował jako nauczyciel religii, co łączył również z działalnością narodową Ponadto, kapłan stał na czele Białoruskiej Komisji Katolickiej, działającej w Warszawie, która zajmowała się tłumaczeniem literatury liturgicznej na język białoruski. 
Przez wywiad AK został wpisany na listę 45 księży katolickich „stojących na usługach białoruskich” [sierpień–wrzesień 1942].
27 czerwca 1944 roku uczestniczył w obradach  II Kongresu Wszechbiałoruskiego w Mińsku, na którym w imieniu katolików wygłosił mowę powitalną .
W latach 1945–1946 wraz z duchownymi Czesławem Sipowiczem i Lwem Haroszką zaangażował się w pomoc żołnierzom białoruskim, którzy trafili do Włoch, służąc w szeregach polskiej armii, a także białoruskim uchodźcom cywilnym.
W latach 1950–1975 redagował i wydawał w Rzymie religijno-odrodzeniowe czasopismo „Źnič”, które stanowiło kontynuację białoruskiego przedwojennego katolickiego czasopisma „Chryścijanskaja Dumka”, redagowanego przez ks. Adama Stankiewicza.

## Poglądy i idee
Według doc. nauk filozoficznych, Hanny Iharauny Klimowicz, ks. Tatarynowicz reprezentował tomistyczną tradycję białoruskiej myśli społeczno-filozoficznej XX wieku, zgodnie z którą postrzegano świat zewnętrzny jako zjawisko złożone, będące jedynie niedoskonałym odbiciem wyższej rzeczywistości. Na poparcie tej tezy przytacza słowa z artykułu duchownego:

Rzeczy materialne, ożywione czy nieożywione, organiczne czy nieorganiczne, jak je nazywają uczeni – choć i mają w sobie sporą część doskonałości, choć i zadowalają ogólne, podstawowe pragnienia człowieka, jego duszy i ciała – całkowicie jednak zadowolić jego nie zdołają. Albowiem nie ma ani jednej rzeczy na świecie, która byłaby w pełni dobra, piękna, która by nie miała w sobie ani żadnej plamki zła, ani żadnej skazy.

W kwestiach społecznych natomiast, poglądy jego zgodne były z tzw. pozytywną częścią neotomistycznej koncepcji Jacquesa Maritaina, określaną mianem humanizmu integralnego. Jako przykład Klimowicz podaje cytat z artykułu księdza pt. „Zapiski socjologiczne”:

Dlatego nad narodami i nad państwami winna być obecna religia. Nie w tym sensie jednak, by duchowna klerykalna władza jako jedyna stała na czele państwa zamiast świeckiego rządu. Nie! W państwie chrześcijańskim religia posiada własny krąg bezpośrednich zainteresowań tudzież działalności w zakresie rozwijania, poszerzania i pogłębiania nauk Chrystusa, aby w ten sposób ukształtować moralno-wychowawczą psychikę narodu i państwa.

Ks. Tatarynowicz był zwolennikiem zgody i współpracy między katolicyzmem i prawosławiem.

## Znaczenie i ocena
Ks. Piotr Tatarynowicz ceniony był za zdolności oratorskie. W 1930 roku pewien czytelnik czasopisma „Chryścijańska Dumka”, posługujący się pseudonimem „Swoj”, relacjonował:

Z okazji poświęcenia nowo wybudowanego kościoła 26.X br. (we wsi Moroczna pod Pińskiem) odbyło się kazanie, jakie wygłosił jeden z białoruskich działaczy ks. P. Tatarynowicz. Musimy przyznać, iż nigdy jeszcze takiego kazania żeśmy nie słyszeli. Kaznodzieja oczarował nas pięknym stylem, głębią myśli i wulkanicznym entuzjazmem, wynosząc nas na najwyższy poziom świątecznego nastroju. Oto jak żeśmy uwierzyli w swoje siły i zdolności kulturowe, oto jak nasze melodyjne słowa [o języku białoruskim – przyp. tłum.] ukazały się nam cenniejszymi od słów Pańskich. Dusza wyrywała się z ciała, słuchając tychże płomiennych słów!.

Publicysta Witaut Martynienka, pisząc na temat przekładu Quo Vadis duchownego, nadmienił, iż można często w nim natrafić na polonizmy i rusycyzmy. O. Alaksandr Awdziejuk zauważył jednak, iż ks. Tatarynowicz poznawał język białoruski w czasach, kiedy nie był on jeszcze językiem skodyfikowanym, ani dobrze uporządkowanym, co więcej poza „okresem poleskim” duchowny niemal całe swoje życie spędził na obczyźnie, co tłumaczy ów fakt. Martynienka zaznaczył także, we wspomnianej już poprzednio publikacji, iż autor przekładu Quo Vadis odznaczał się własnym oryginalnym stylem, którego publicysta nazwał „tatarynowicą”, konstatując przy tym, że styl ów jest głęboko białoruski.
Językoznawca, dr hab. Mikołaj Timoszuk, w swej pracy mającej na celu analizę leksykalną przekładów Ewangelii autorstwa ks. Wincentego Godlewskiego i Piotra Tatarynowicza, zauważył, że w przekładzie Tatarynowicza, porównując do przekładu Godlewskiego [z 1939 roku], jest zdecydowanie mniej wpływów polskich, mimo iż wyraźnie widać, że Tatarynowicz korzystał z przekładu swego poprzednika. Jako jeden z elementów wskazujących na podobieństwa przekładu Tatarynowicza do przekładu Godlewskiego, Timoszuk wymienił kontynuację przez Tatarynowicza tradycji nazewnictwa w zakresie nazw antroponimicznych i toponimów. Ponadto, Timoszuk stwierdził także, iż:

[...] oba przekłady posiadają szereg naleciałości gwarowych, zarówno leksykalnych (tych jest znacznie więcej u P. Tatarynowicza) jak i gramatycznych (np. imiesłowy czasu teraźniejszego z sufiksem -уч-, formy futurum na -іму-, -імеш- w języku Tatarynowicza oraz konstrukcje typu быў найшоўшы w funkcji czasu zaprzeszłego w przekładzie W. Godlewskiego).

Językoznawca dodał również, że obok słownictwa gwarowego ks. Tatarynowicz nie stronił od wyrazów przestarzałych i potocznych, niemniej jednak jako podstawową cechę wyróżniającą analizowany przekład podał:

[...] wykorzystanie przez P. Tatarynowicza bogatych zasobów leksykalnych języka białoruskiego oraz posługiwanie się tym bogactwem w procesie tworzenia nowego białoruskiego słownictwa sakralnego, szczególnie tam, gdzie środki żywej prostej mowy nie mogą sprostać wymogom tzw. wysokiego stylu.

Ks. Tatarynowicz krytykowany był za eksperymenty językowe. Przykładowo, proponował, aby archaizm subožnia [czyt. subożnia] był jedynym i ogólnym ekwiwalentem dla słów kaścioł [kościół] i carkva [cerkiew], którego mieliby używać wszyscy Białorusini, katolicy i prawosławni. Swojej propozycji bronił, wiodąc na ten temat specjalną dyskuję, która odbywała się w jego korespondencji oraz na łamach czasopisma „Źnič”, jednakże ustąpił w tej kwestii na rzecz zgody, po czym w jego przekładzie Ewangelii pojawił się już hellenizm eklezja w miejsce subożni.

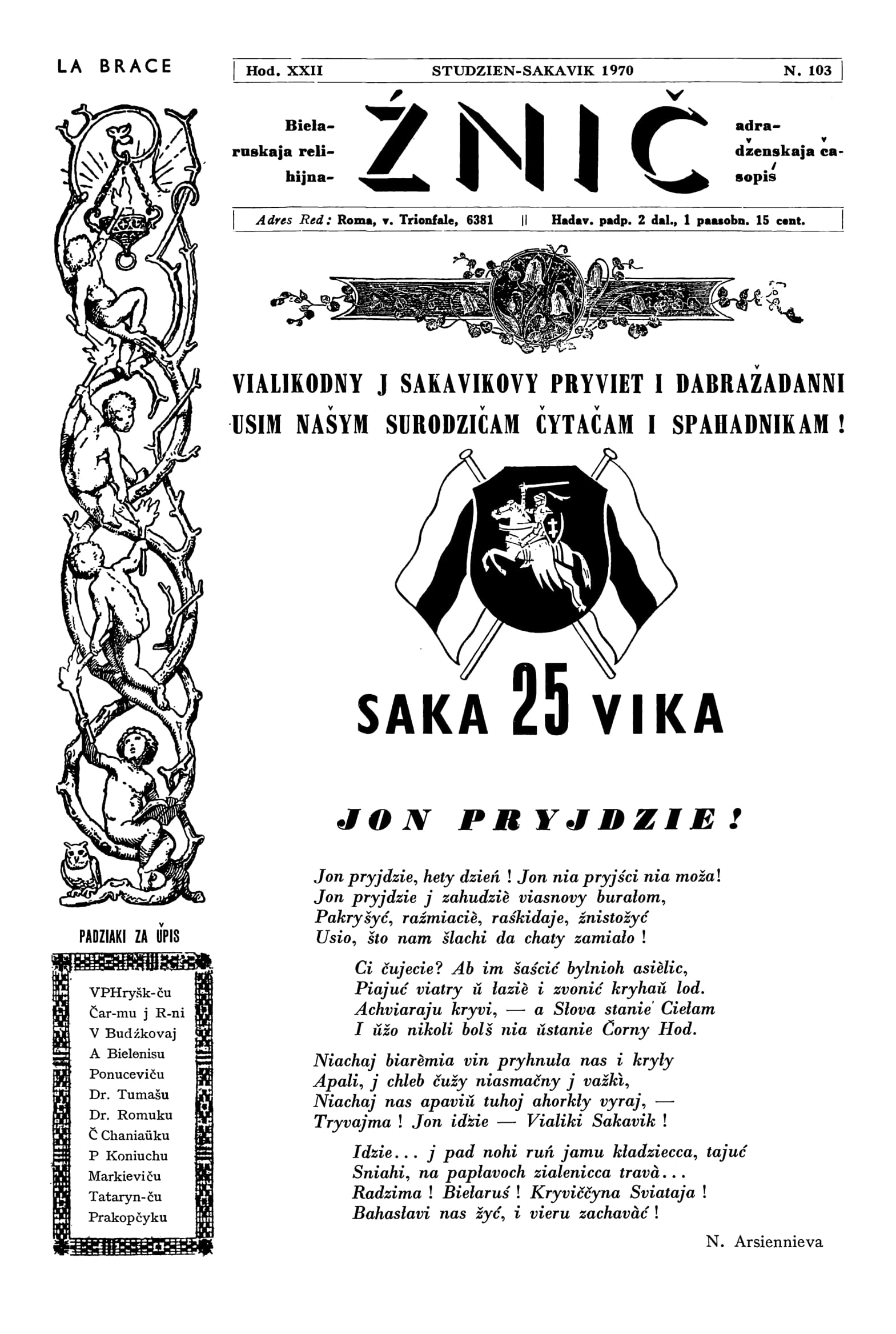
Strona tytułowa czasopisma Źnič z 1970 roku

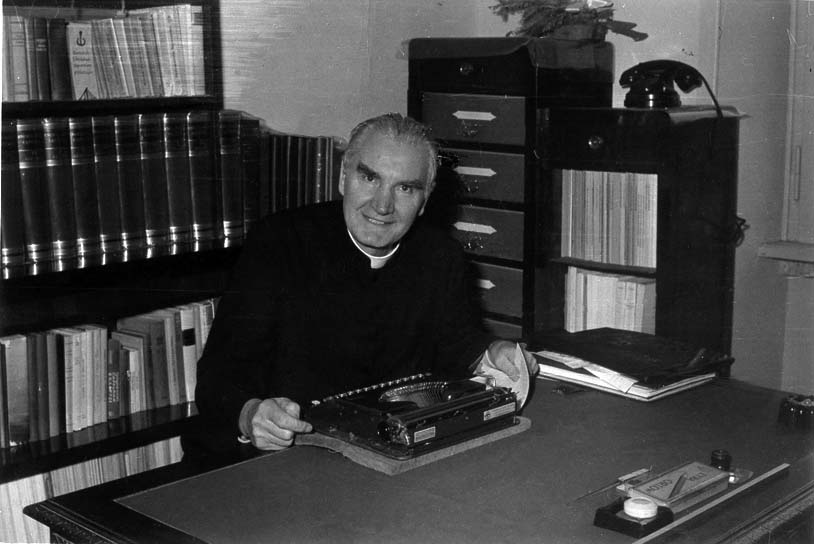
Ks. Piotr Tatarynowicz podczas pracy redakcyjnej

Bp Czesław Sipowicz w swoim artykule wspomnieniowym, opublikowanym na łamach czasopisma religijnego „Божым Шляхам”, wypowiedział się na temat czasopisma „Źnič” redagowanego i wydawanego przez ks. Tatarynowicza oraz jego kulisów redakcyjnych w następujący sposób:

„Źnič” – to niezwykłe zjawisko w historii białoruskiego słowa drukowanego! I to nie tylko ze względu na miejsce swego narodzenia, ale i ze względu na długie lata swego istnienia (1950–1975), a także ze względu na inne okoliczności. Przez około 25 lat jeden i ten sam redaktor i wydawca, ten sam autor większości artykułów, onże też jako artysta i kolporter! Któż nie pamięta księdza Piotra pochylonego nad niewielką maszyną do pisania, nerwowo zamyślonego, przygotowującego artykuły do „Źniča” lub kolejną audycję radiową?! Gdy go pytano, gdzie znajduje się redakcja „Źniča”, wskazywał na swoje biurko, mówiąc z uśmiechem: Tu! tu! Wszystko tu, i redakcja, i wydawnictwo, tylko do drukarni trzeba jeździć... Włosi robią mnóstwo pomyłek drukarskich... Cztery razy o. Piotr zmieniał swój adres zamieszkania w Rzymie, a przy tym musiał przenosić redakcję i wydawnictwo. Wszystkich numerów „Źniča” wyszło 120. „Źnič” odznaczał się piękną formą zewnętrzną, z różnymi winietami, obrazkami, zdjęciami. Wszystko w guście zachodnim, można byłoby powiedzieć, XIX wieku. Był on nieraz krytykowany z powodu dużych artykułów, z powodu języka. Niewielu miał autorów, bo obawiano się wysyłać tam artykuły. Redaktor zmieniał nie tylko język!

W 2016 roku z okazji zbliżających się dni języka ojczystego znany białoruski językoznawca i działacz polityczno-społeczny Wincuk Wiaczorka na temat osoby ks. Tatarynowicza wyraził się na falach Radia Watykańskiego następująco:

Nieoceniony wkład w rozwój języka białoruskiego wniósł ojciec Piotr Tatarynowicz, który pracował w Białoruskiej Redakcji Radia Watykańskiego, wydawał w Rzymie białoruskojęzyczną literaturę z bogatoopracowaną terminologią – właśnie trzymam w moich rękach wydane przezeń Listy Apostolskie. Pod egidą Watykanu duchowny wydał również przełożoną i napisaną przezeń białoruską łacinką znakomitą powieść Quo Vadis Henryka Sienkiewicza – to wydanie zajmuje w mojej bibliotece miejsce poczesne.

Co więcej, znany spiker Pierwszego Narodowego Kanału Białoruskiego Radia, aktor Oleg Winiarski, który podjął współpracę z Białoruską Redakcją Radia Watykańskiego w celu opracowania audiobooka Quo Vadis w przekładzie ks. Tatarynowicza zabrał również głos na temat tegoż przekładu, stwierdzając, iż:

Przekład księdza Tatarynowicza brzmi nie gorzej niż oryginał – kapłan dokonał prawdziwego wyczynu. Jestem wielce rad, że nasz język w harmonijny sposób dopełnia językowe bogactwo eteru Radia Watykańskiego, gdzie po raz pierwszy rozbrzmiewa również i to wielkie dzieło.

## Upamiętnienie

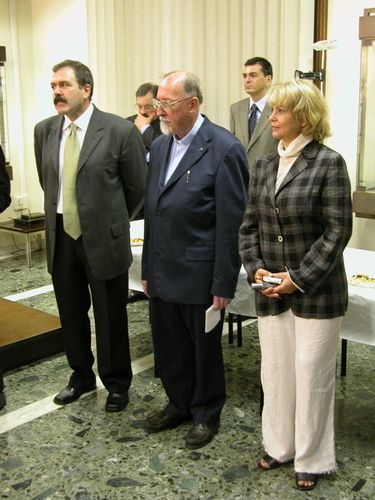
Pracownicy Białoruskiej Redakcji Radia Watykańskiego podczas uroczystości upamiętniającej 30. rocznicę śmierci ks. Piotra Tatarynowicza

We wrześniu 2008 roku, z okazji 30. rocznicy śmierci ks. Tatarynowicza, odbyła się uroczystość upamiętniająca osobę duchownego. Dewizą przewodnią wydarzenia było: „Czytanie Słowa Bożego w języku ojczystym”. Uroczystość odbyła się w biurze Białoruskiej Redakcji Radia Watykańskiego w Rzymie i pod jej patronatem. W ramach uroczystości podjęto się wydania Listów do Tymoteusza w przekładzie ks. Tatarynowicza. Osobami, które jako pierwsze odpowiedziały na pomysł uczczenia 30. rocznicy śmierci księdza, były harcerki z grecko-katolickiej parafii pw. Józefa Sprawiedliwego w Mińsku. Dokonały one transliteracji przekładu z białoruskiej łacinki na cyrylicę według norm taraszkiewicy. Z kolei wydawnictwo „Safija” przy grecko-katolickiej parafii pw. św. Jozafata Męczennika w Połocku podjęło się wydania przekładu, który został przygotowany do druku w dniu 30. rocznicy śmierci duchownego, tj. 3 września 2008 roku, ukazał się jednak pod koniec grudnia tegoż roku .

## Publikacje
Ks. Tatarynowicz był autorem wielu publikacji, do których należą artykuły, opowiadania oraz przekłady. Podejmował też próby poetyckie. Swoje artykuły publikował nie tylko we własnym czasopiśmie „Źnič”. Współpracował także z innymi periodykami, przede wszystkim w okresie przedwojennym. Były to białoruskie pisma, takie jak chadecka „Krynica”, katolicka „Chryścijanskaja Dumka” oraz unickie „Да Злучэньня!”. Żyjąc w Rzymie na emigracji, zredagował również kilka artykułów w języku włoskim. Jako tłumacz zadebiutował w 1927 roku przekładem Przypowieści [biał. Prypowieści] duńskiego poety Johannesa Jørgensena. Do jego najbardziej znanych przekładów należą powieść Quo Vadis Henryka Sienkiewicza, Ewangelie i Dzieje Apostolskie oraz Listy Apostolskie.
Podstawę przekładu Ewangelii i Dziejów Apostolskich stanowił grecko-łaciński tekst Nowego Testamentu, naukowo opracowany i wydany pod kierownictwem prof. Papieskiego Instytutu Biblijnego, Augustyna Merka, w Rzymie w 1944 roku. W celu weryfikacji znaczeń oraz głębszego zrozumienia treści ks. Tatarynowicz posłużył się podczas swej pracy translatorskiej także innymi przekładami: białoruskim, Čatyry Ewanelii i Apostalskija Dziei (1939), Wincentego Godlewskiego, ukraińskim, Свята Євангелія Господа Нашого Ісуса Христа (1946), Teodozjusza Tytusa Hałuszczyńskiego, francuskim, La Sainte Bible (1949), Louisa Pirota i Alberta Clamera, a także polskim z 1942 roku, wydanym w Watykanie, włoskim oraz w niewielkim stopniu cerkiewnosłowiańskim.
Ks. Piotr Tatarynowicz pisał przeważnie łacinką białoruską, alternatywnym wobec cyrylicy sposobem zapisu języka białoruskiego, co uchodziło za nietypowe i miało w jego przypadku wymiar ideologiczny. Swój wybór motywował, w kontekście własnego czasopisma „Źnič”, jak następuje:

Z uwagi na to, że to czasopismo [o periodyku religijnym „Божым Шляхам” wydawanym przez o. Lwa Haroszkę] wolało obrać kierunek w całości wschodni, wyłącznie cyrylicki (może ze względu na swoje specjalne taktyki misyjne wśród prawosławnych), pojawiła się więc potrzeba wydawania innego czasopisma, łacinką, aby przedłużyć zapoczątkowaną i ustabilizowaną linię naszej „Chryścijańskiej Dumki” jako bytu religijnego, na prośby niegdysiejszych czytelników, którzy stanowią na ogół ideową emigrację obrządku łacińskiego i szukają antidotum na niekorzystne wpływy polskie. Tak więc tu na Zachodzie w wolnym świecie kultury i cywilizacji łacińskiej musieliśmy koniecznie zamanifestować swoją przynależność do niego oraz solidarność kulturową wobec bezczelności zbolszewiczałego Wschodu.

Wybrane artykuły
- Jašče adzin klič (1926)

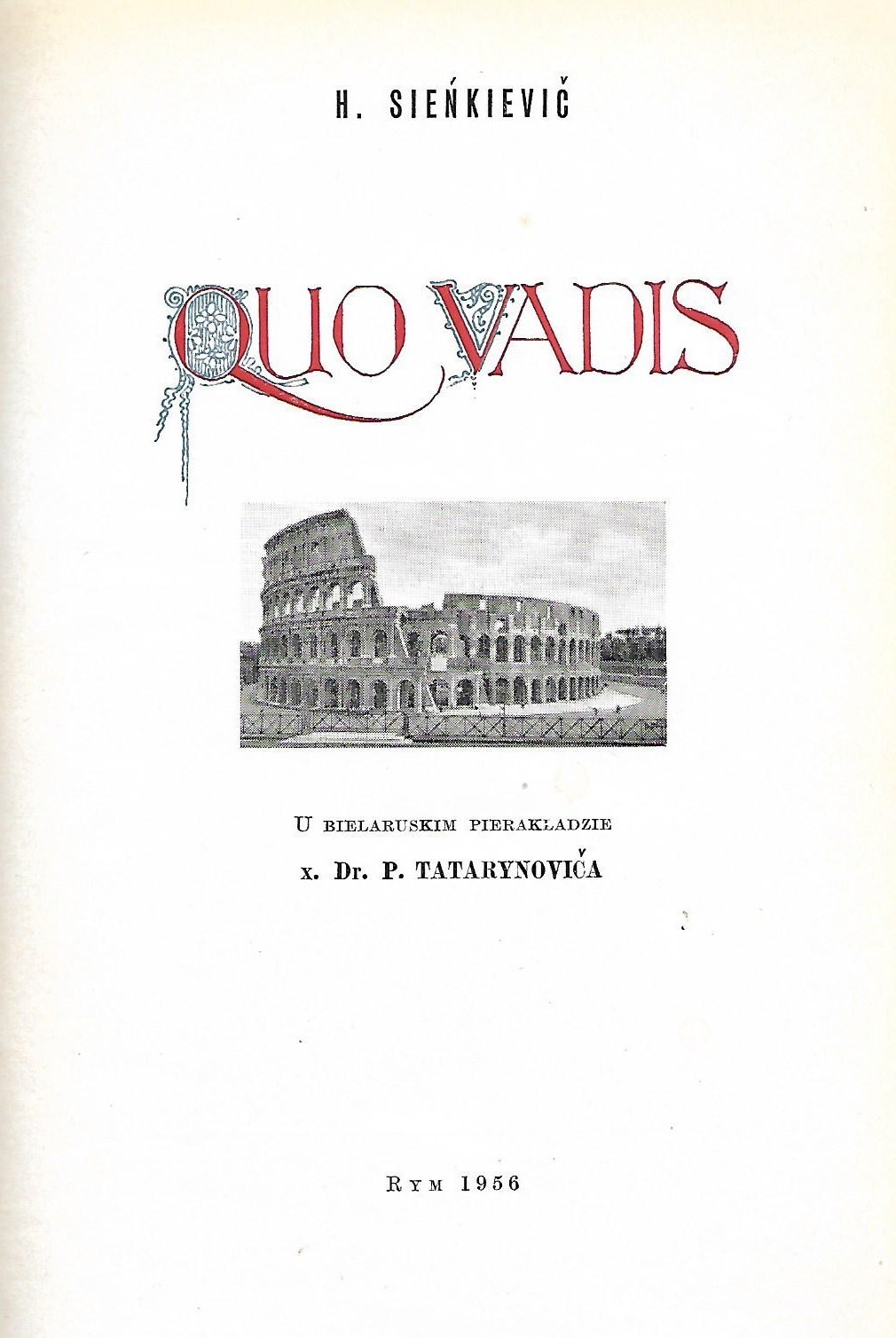
Strona tytułowa pierwszego wydania przekładu powieści Quo Vadis autorstwa ks. Piotra Tatarynowicza

- Pramowa ks. P. Tatarynowiča na nabaženstwie ŭ kaściele św. Mikałaja ŭ Wilni 25.III.27 u dziewiatyja ŭhodki abwieščańnia Niezaležnaści Biełarusi (1927)
- Adkul i kudy jdziom (1928)
- Ziamnoje ščaście – wodblesk praŭdziwaha ščaścia (1928)
- Praŭda (1928)
- Z majej padarožy na Ukrainu (1929)
- Цьвёрда і стойка дамагаймася роднае школы!
- Naš šlach (1929)
- Белы чалавек (1932)
- Шляхам абновы (1933)
- Niwa Jurja (Paświačajecca biełaruskaj moładzi) (1935) [artykuł składa się z trzech części; zob. bibliogr.]
- Ab polska-biełaruskich adnosinach (1937)
- Наша палажэньне — нашы мэты (1947)
- Сацыялягічныя зацемкі (1948) [artykuł składa się z dwóch części; zob. bibliogr.]
- Пацяшаючы знак часу (1948)
- Pastanoŭka relihijnaha pytańnia ŭ biełaruskim adradžeńni (1950)
- Uzvaruch (1951)
- Biełaruski «Chryzostom» (1952)
- Na marhinesie uspaminau ab J. Kupale (1952)
- Słaŭco da našaj staroj emihracyi ŭ čužaśviecie (1954–1955)
- Ja nia choču być śviatym (1955)
- Vialikaja patryjatyčnaja prysłuha (1955)
- Najaktualniejšaje pytannie (1956)
- Pomnik antyrusyfikacyjnaj stojkaści (Ŭ 50-ja ŭhodki jaho pabudovy) (1959)
- Jak razumieć nazoŭ «Subožnia»? (Art. dyskusyjny) (1959)
- Biełaruskaja relihijnaja presa (Referat ks. Dr. P. Tatarynoviča na Źjezdzie biełar. śviataroŭ u Rymie) (1960)
- Baraniem našych vučonych (1960)
- U śviatle sakavikovych ideałaŭ (1961)
- Pialhrym (1964)
- «Pryncypy» (1964)
- Adhałosak minuŭščyny (1965)
- Ab samatužnaj žyvučaści viery ŭ Boha siarod ateistaŭ (1971) [artykuł składa się z dwóch części; zob. bibliogr.][al]
- Jak u praktycy vyhladaje tolerancyja! (1971)
- Ci ekumenizm siańnia pieražyvaje kryzys? (1974)

Książki
- Ziarniatki z rodnaje junackaje niwy (1929)
- Światy Izydar Chlebarob (1929)
- Kupalle (1931)
- Šlacham dziwaŭ i ŭražańniaŭ (1934)

Wybrane przekłady
- Prypowieści, Johannes Jørgensen (1927)
- Аб'яднаньне хрысьціян Усходу і Захаду, Nikołaj Bierdiajew (1932)
- Śviataja Evanelija i Apostalskija dziei (1954)
- Quo Vadis, Henryk Sienkiewicz (1956, 2002[am])
- Naŭzornaja (pieršaja) Imša. Śviataja Liturhija pavodlia abnoŭlienaha abradu z bielaruskaj movaj. Na ŭžytak prysutnym na celiebry ŭdzielnikam (1965)
- Imša vojtyŭnaja ŭva ŭsiakaj patrebie pavodlie abnoŭlienaha abradu z bielaruskaj movaj (1966)
- Listy Śviatych Apostalaŭ (1974)